# Clinocera schremmeri
Clinocera schremmeri är en tvåvingeart som först beskrevs av Vaillant 1964.  Clinocera schremmeri ingår i släktet Clinocera och familjen dansflugor. Inga underarter finns listade i Catalogue of Life.